# Irena Rajniaková
Irena Rajniaková, coniugata Goldová (Palúdzka, 24 maggio 1956), è un'ex cestista slovacca, fino al 1992 cecoslovacca.
È la sorella di Peter Rajniak.

## Carriera
Con la Cecoslovacchia ha disputato i Campionati mondiali del 1986 e due edizioni dei Campionati europei (1980, 1985).
Con la Slovacchia ha disputato i Campionati europei del 1993.